# Syntetická vlákna
Syntetická vlákna jsou textilní suroviny získané syntézou uhlíku, vodíku, dusíku, síry, fluoru a chloru. Při určitých chemických reakcích se spojením jednotlivých molekul (monomerů) vytváří makromolekuly (polymery).

## Rozdělení
Vláknitý materiál vzniká polykondenzací, polymerací nebo polyadicí. Běžně vyráběné druhy vláken se dají zařadit podle výchozí syntézy:
| Druh syntézy   | Hlavní druhy textilních vláken                                                                                  |
| polykondenzace | polyesterová (PES), polyamidová (PA), polyimidová (PI)                                                          |
| polymerace     | polyethylenová (PE), polypropylenová (PP), polyvinylalkoholová (VY), polyakrylonitrilová (PAN), fluorová (PTFE) |
| polyadice      | elastická |

### Polosyntetická vlákna
Přívlastek polosyntetická (semi-synthetic) se v anglosaské odborné literatuře často používá pro vlákna z regenerovaných přírodních materiálů (např. celulózy). Podle evropských odborníků je však toto označení nesprávné.

## Z historie

### Začátky průmyslového zpracování
- 1938 polyamid (USA)
- 1941 polyester (Velká Británie)
- 1950 polyakrylonitril
- cca 1958-60 polypropylen a elastan
- cca 1972-74 aramidy
- 1996 polybenzimidazol (vlákno PBI)
- 1998 zylon (vlákno PBI)
- 2009 vlákno M5 (PIPD)

## Vlastnosti syntetických vláken
Některé vlastnosti v porovnání s přírodními vlákny:
| Druh vlákna            | Fyzikální vlastnosti | Fyzikální vlastnosti | Fyzikální vlastnosti  | Fyzikální vlastnosti | Fyzikální vlastnosti | Fyzikální vlastnosti |
| Druh vlákna            | Pevnost cN/tex       | Tažnost %            | Polymerační stupeň ¹) |                      |                      |                      |
| Polyester (PES)        | 40-65                | 15-40                | 100-150               |                      |                      |                      |
| Polypropylen (PP)      | 25-60                | 15-30                | 12 000                |                      |                      |                      |
| Polyamid (PA)          | 40-60                | 30-60-               | 50-200                |                      |                      |                      |
| Polyakrylonitril (PAC) | 20-35                | 16-36                | 500-1 500             |                      |                      |                      |
| Polyuretan (PU)        | 5-12                 | 100-700              | --                    |                      |                      |                      |
| Bavlna (CO)            | cca 30               | 6-10                 | 2 500-3 000           |                      |                      |                      |
| Vlna (WO)              | 9-18                 | 25-35                | -                     |                      |                      |                      |

¹) Polymerační stupeň udává počet monomerů v řetězci jedné makromolekuly
U mnohých oděvních textilií zlepšují svými vlastnostmi (např. pevností v tahu a oděru, jemností atd.) samotné nebo ve směsi s přírodními materiály kvalitu výrobků.
U technických a velké části bytových textilií jsou syntetická vlákna nenahraditelná. Výrobky ze syntetických materiálů jsou většinou levnější a některé jejich fyzikální vlastnosti se nechají modifikací přizpůsobit požadavkům na finální výrobek.

## Spotřeba a použití
Syntetická vlákna se podílí ve 2. dekádě 21. století asi 2/3 na celosvětové spotřebě textilních materiálů (v roce 2013 = 60 milionů tun). Na začátku století zaznamenaly vládní instituce v USA více než 1000 obchodních značek syntetických vláken z celého světa.
- Spotřeba polyesterových vláken (Dacron, Trevira) 48 milionů tun.

Použití: Téměř všechny druhy ošacení a bytových textilií, pneumatikové kordy, šicí nitě
- Výroba polypropylenových vláken (např. Polycolon) (asi 1/5 celkové spotřeby PP) se v posledních letech velmi rychle zvýšila až na 5 milionů tun ročně.

Použití: Nejméně polovina netkaných textilií a všívaných koberců je z PP, umělý trávník, pletené sportovní oděvy
- Polyamidová vlákna (Nylon, Perlon) se vyrábí v rozsahu cca 4,5 miliony tun ročně.

Použití: Dámské punčochové zboží, podlahoviny, sportovní oděvy, dopravní pásy, lana, odvozenina: Aramid (aromatický polyamid)
- Světová spotřeba polyakrylonitrilových vláken (Dralon, Cashmilon) obnáší cca 2 mio. tun ročně.

Použití: Bytové textilie, imitáty kožešin, surovina k výrobě uhlíkového vlákna, odvozenina: Modakryl (sloučenina PAC s PVC)
- Z polyuretanu se vyrábí především elastická textilní vlákna (Lycra, Spandex), která se přidávají k jiným textilním materiálům v poměru 2-50 % s použitím na oděvní a zdravotní textilie.

- V menším množství, zpravidla pro speciální technické účely, se vyrábí syntetická vlákna z polyvinylchloridu (Rhovil, Saran), polyethylenu (Dyneema), polyfluorethylenu (Teflon), polyvinylalkoholu (Coralon, Vinal)

(Na území České republiky se dříve vyráběla polyamidová (v roce 1989 700 tun silonu) a polyesterová vlákna (500 tun tesilu), v roce 2016 byla známa jen výroba polyesteru.)